# I. ilegální ÚV KSČ
I. ilegální ÚV KSČ byl centrální orgán komunistického odboje v Protektorátu Čechy a Morava. Působil již od rozpuštění KSČ v prosinci 1938 do své likvidace gestapem.

## Členové
- Emanuel Klíma
- Viktor Synek
- Jan Zika
- Eduard Urx

## Vznik a činnost
KSČ působila v ilegalitě již od zákazu činnosti 20. října 1938 a úředním rozpuštění 27. prosince 1938. Svou činnost zahájil I. ilegální ÚV v listopadu 1938. V polovině února 1939 došlo k zásahům proti stovkám komunistických funkcionářů, po německé okupaci bylo v rámci Akce Mříže (Aktion Gitter) zatčeno 300 funkcionářů.
Budování ilegálních struktur v Protektorátu probíhalo od dubna do léta 1939 poté, co se podařilo překonat následky Akce Gitter. Základním principem byly tzv. trojky či pětky, kdy jednotlivé organizace od nejvyšších až po základní byly tvořeny třemi či pěti lidmi. Území protektorátu bylo v rámci stranické struktury rozděleno na 13 krajů (devět v Čechách, čtyři na Moravě) vedených krajskými tajemníky, kteří byli řízeni ústředními instruktory. Díky vytvoření tzv. technické sítě ilegální KSČ v tomto období disponovala jak vlastním radiovým spojením s vedením Kominterny a zahraničním vedením KSČ v Moskvě, tak vlastní tiskovinou, ilegálně vycházejícím Rudým právem, přičemž ještě v roce 1939 se řada místních organizací podílela i na distribuci nekomunistického časopisu V boj, vlastní výrobou falešných dokladů či sítí konspiračních bytů. KSČ disponovala i vlastní sítí pro zabezpečený odchod ohrožených komunistů do zahraničí. Povolení k odchodu do zahraničí bylo striktně řízeno z Moskvy a byl povolován pouze v nezbytných případech. Cesta vedla pouze přes Polsko a až na výjimky byli odcházející komunisté odesíláni na Západ, zejména do Francie, kde v květnu 1939 vzniklo zahraniční centrum KSČ. 
Od začátku okupace spolupracovala ilegální KSČ, zejména na nejnižší úrovni i s nekomunistickým odbojem.
V srpnu 1939 se z Moskvy do Prahy vrátil jeden z členů ÚV, V. Synek, který přivezl přímé direktivy od Exekutivy Komunistické internacionály (EKI), ve kterých byl ilegální KSČ stanoven další postup. V těchto direktivách byli komunisté vyzýváni k vytváření protifašistické fronty ve spolupráci s pokrokově smýšlejícími silami v Protektorátu. O spolupráci s demokratickým odbojem se nehovořilo.
Mezník v činnosti ilegální KSČ znamenalo podepsání sovětsko-německé smlouvy o neútočení 23. srpna 1939. Válka, která vypukla v září téhož roku, byla z pohledu této smlouvy vedením Kominterny prohlášena za oboustranně imperialistickou (direktivy KI dokonce tvrdily, že západní mocnosti jsou větším nebezpečím než nacistické Německo) a za válku dvou skupin kapitalistických zemí o světovládu. Direktivy od Kominterny, kterými byla ilegální KSČ zavázána plnit, požadovaly propagandistický boj proti západnímu odboji vedenému E. Benešem. Přestože se ideologové snažili mezi komunisty působit v tom smyslu, že smlouva je taktickým vítězstvím Sovětského svazu, podíl SSSR na rozbití Polska a následné napadení Finska prohlubovalo propast mezi protektorátním obyvatelstvem a komunistickou stranou. V samotné KSČ byl výsledkem propagandy Kominterny rozkol, přičemž samotné ilegální vedení KSČ si uvědomovalo škodlivost prosazovaných  direktiv. Opakovanými dotazy na vedení Kominterny se snažilo brzdit požadavky Moskvy, které by mohly KSČ v očích obyvatelstva poškodit. Přes intenzivní agitaci proti Benešovi a západnímu odboji i nadále probíhala na nejnižší úrovni spolupráce s občanským odbojem.
Gestapo, které se na činnost ilegální KSČ zaměřovalo, provedlo v průběhu roku 1940 řadu zatčení v řadách komunistů. Největší úder byl komunistické straně zasazen 12. února 1941, kdy došlo k zatčení členů ÚV s výjimkou Ziky. Poté následovalo zatýkání dalších funkcionářů strany a likvidace radiového spojení.